# Sphenexia fusiformis
Sphenexia fusiformis är en insektsart som beskrevs av Karsch 1896. Sphenexia fusiformis ingår i släktet Sphenexia och familjen Pyrgomorphidae. Inga underarter finns listade i Catalogue of Life.